# 拜达里

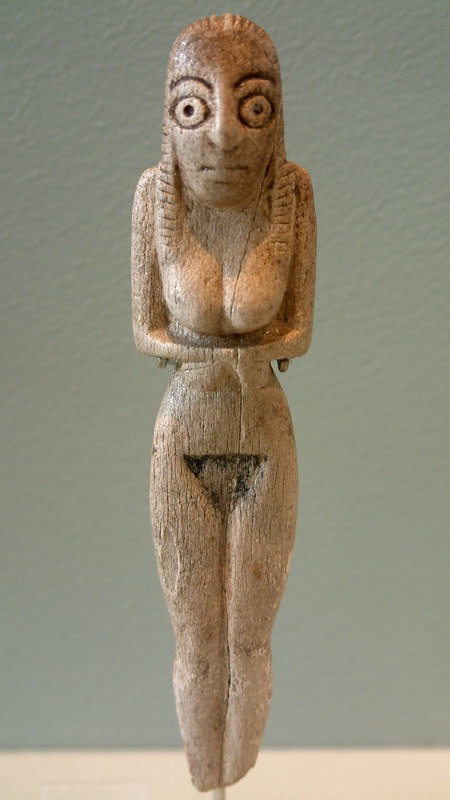
拜达里文化的女性墓葬雕像

拜达里是上埃及艾斯尤特省的一个城镇，位于马特马尔（Matmar）和库韦尔·凯比尔之间。

## 词源
这个城镇的旧名称是贝尔达尼斯（阿拉伯語：بردنيس）或巴达诺斯（阿拉伯語：بادارنوس） ，Timm认为其来源于达留斯主教（Anba Darius）。

## 考古学
拜达里是一个重要的考古遗址，包含众多前王朝时期的墓地（尤其是莫斯塔格达（Mostagedda）、代尔塔萨（Deir Tasa）以及拜达里本身），以及至少一个位于哈马米亚（Hammamia）的早期前王朝定居点。这个地区沿尼罗河东岸绵延约30公里（19英里），最早由盖伊·布伦顿和格特鲁德·卡顿-汤普森于1922年至1931年间进行发掘。
拜达里的考古发现构成了拜达里文化（约公元前 5500-4000 年）的原始基础，这是前王朝时期上埃及的最早阶段。